# هگل و پدیدارشناسی روح
هگل و پدیدارشناسی روح (راهنمای فلسفه روتلج) کتابی از رابرت استرن است که در آن نویسنده به معرفی مقدماتی پدیدارشناسی روح (اثر هگل) می‌پردازد. 

## نقد و بررسی
سیمون لامسدن و تری پینکارد این کتاب را نقد کرده‌اند. مروری بر ترجمه فارسی کتاب در فصلنامه نقد کتاب کلام، فلسفه و عرفان منتشر شده است.